# Ba Airport
Ba Airport (IATA: BFJ, ICAO: NFFA) – port lotniczy położony w Ba, na wyspie Viti Levu, należącej do Fidżi.